# Jean-Baptiste Pierre Michel
Pour les articles homonymes, voir Michel.
Jean Baptiste Pierre Michel, né le 27 janvier 1738 à Gondrexange (Moselle), mort après mars 1803, est un général de brigade de la Révolution française.

## États de service
Il entre en service en 1758 comme soldat au régiment de Navarre, il passe sergent-major en 1781, et sous-lieutenant en 1791.
De 1792 à 1795, il sert à l’armée du Nord. Il est nommé capitaine le 9 mars 1793, à la 5e demi-brigade d’infanterie de ligne.
Il est promu général de brigade le 17 août 1796, et le 20 décembre 1797, il participe à l’expédition de Saint-Domingue avec le général de Hédouville. Il est de retour en France en décembre 1798, et le 25 décembre 1799, il est de nouveau sur l’île de Saint-Domingue, chargé de porter une proclamation aux citoyens de l’île.
Rentré en France en décembre 1800, il n’est pas compris dans la réorganisation de l’état-major général le 29 mars 1801.
Le 11 février 1802, il est mis à la disposition du ministre de la marine, en vue d’un voyage à Saint-Domingue, mais il ne part pas. 
Les historiens perdent sa trace en mars 1803.

## Sources
- (en) « Generals Who Served in the French Army during the Period 1789 - 1814: Eberle to Exelmans »
- Thierry Pouliquen, « Les généraux français et étrangers ayant servis [sic] dans la Grande Armée » (consulté le 22 juin 2014)
- (pl) « Napoléon.org.pl »
- Georges Six. "Dictionnaire biographique des généraux & amiraux français de la révolution & de l'empire" 1936. p. 196.
- Pamphile vicomte de Lacroix, La Révolution de Haïti, 1819, p. 494
- Charles Théodore Beauvais et Vincent Parisot, Victoires, conquêtes, revers et guerres civiles des Français, depuis les Gaulois jusqu’en 1792, tome 26, C.L.F Panckoucke, janvier 1822, 414 p. (lire en ligne), p. 96